# ヤチダモ
ヤチダモ（学名: Fraxinus mandshurica）は、モクセイ科トネリコ属の樹木である。

## 形態
落葉広葉樹で樹高30メートル (m) 、胸高直径は2 m以上に達する高木。シオジと並び、日本産トネリコ属樹木では最も大きくなるものの一つである。樹形は通常は単幹で直立する。枝下高は高く、枝は上部にまばらに出る。
樹皮は灰白色、平滑で横向きの皮目がある。老木では縦に深い亀裂が増えてくる。同属他種と比べても、小枝や一年生枝は全体的に太いことが特長の一つである。日陰の枝は短枝化しやすく、毎年少しずつ伸長しながら何年も生きている。
葉は枝に対して対生するが、しばしば亜対生、亜輪生に見える部分がある。葉は奇数羽状複葉で複葉の葉柄は長く全長40㎝前後になる。小葉は頂端のものがやや小さいことを除くと長さ5 - 15センチメートル (cm) の幅3 - 4 cm、形は長楕円形で先端は鋭く尖る。枚数は7枚から11枚（3対から5対）程度になる。小葉の根元はほぼ無柄で、その部分には褐色の毛が密生する。
花は円錐花序である。花冠の無い地味で黄色っぽい色の花で、雄花には雄蕊が2本ある。トネリコ属樹木は花の付く位置が種によって違い、属内での分類にも利用されているが、本種は前年枝に花を付けるタイプである。雌雄異株で雄花だけを付ける雄株、雌花だけを付ける雌株に分かれる。果実は長さ4 cmほどで、かたまって着くので目立つ。花期は早春、展葉前に開花し果実は同年秋に熟す。花粉はほぼ球形、両極を結ぶ3溝孔、花粉粒全面に網目状の彫紋があるというモクセイ科全体に共通するものである。モクセイ科の花粉は網目の大きさなどに若干の差があるが、違う属であってもよく似た形態になっている
根系は中大径の斜出根、垂下根型であるが、地下水位が高い場所では水平痕もよく伸ばす。このような場所では幹の地際のいわゆる根張りも大きくなる。細根は房状のもので密生し、特に地表付近に多い。
冬芽は頂芽タイプで、太い枝先に大きな頂芽を付け頂生側芽も伴う。頂性側芽以下の側芽は原則として枝に対生するが、互生のようになる「亜対生」、輪生のようになる「亜輪生」のものもしばしばみられる。前述の通り、日陰の枝は長寿命の短枝化し毎年幾らかの葉を付けながら少しずつ伸長する。このような短枝化した枝では狭い範囲に多数の葉痕と芽鱗痕が見られ、非常にごつごつしたもの（芋虫状などと呼ばれる）になる。冬芽は円錐型で暗褐色、4枚の芽鱗に包まれている。葉痕は半円形や三日月形で、維管束痕が多数ある。

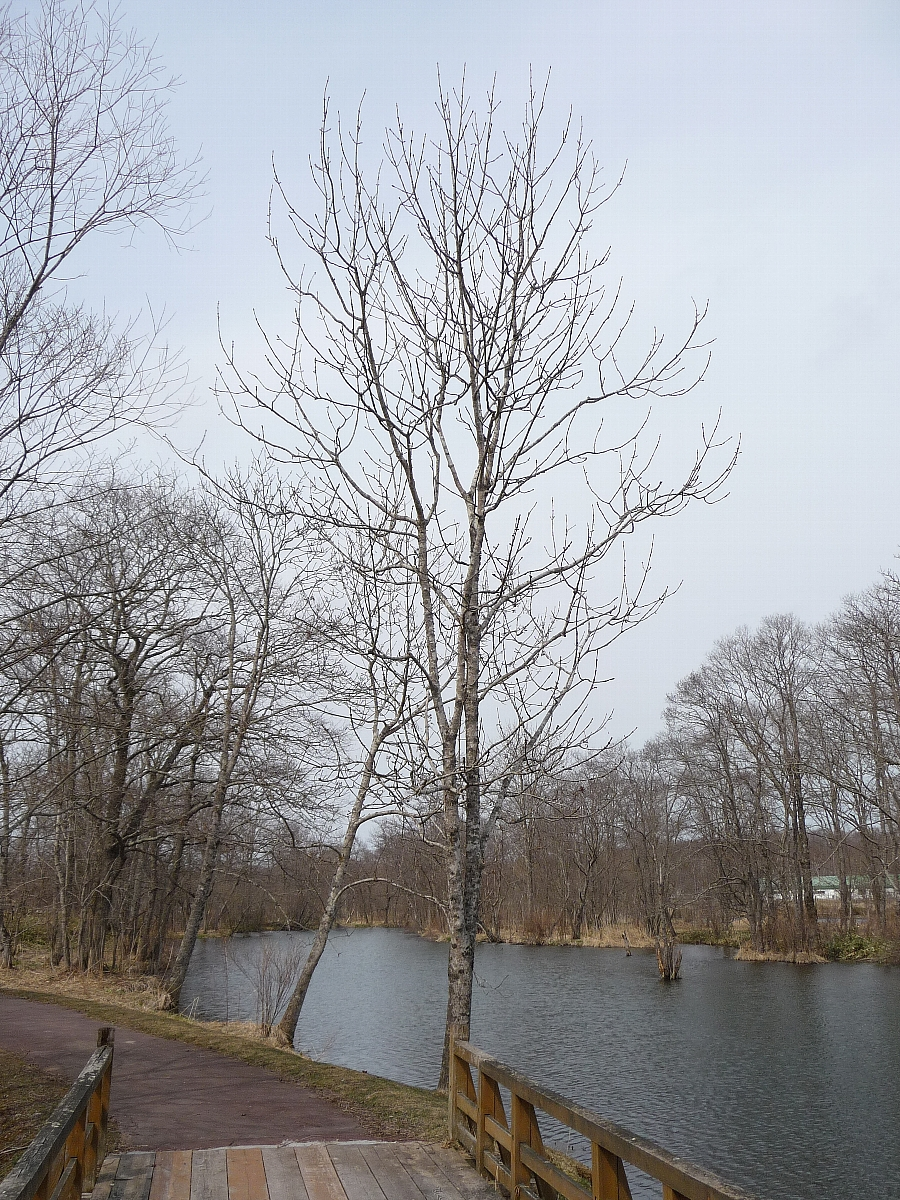
落葉木の樹形。比較的通直
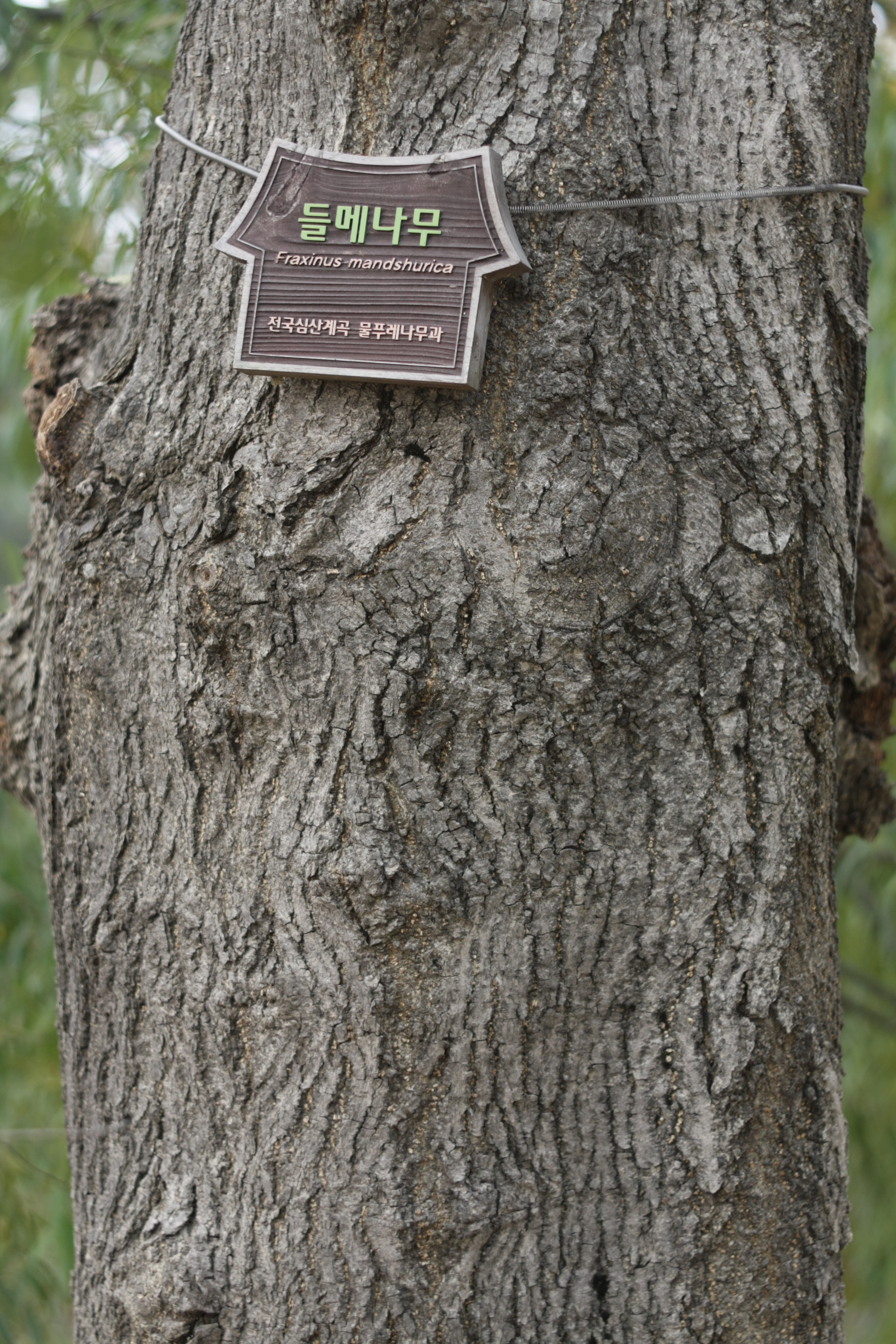
老木の樹皮
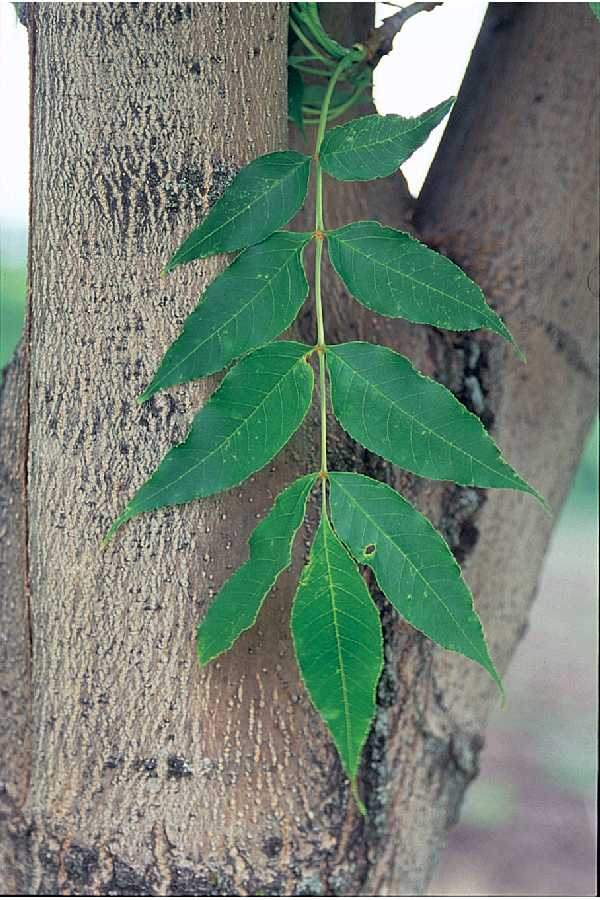
若木の樹皮と葉。奇数羽状複葉で小葉は無柄
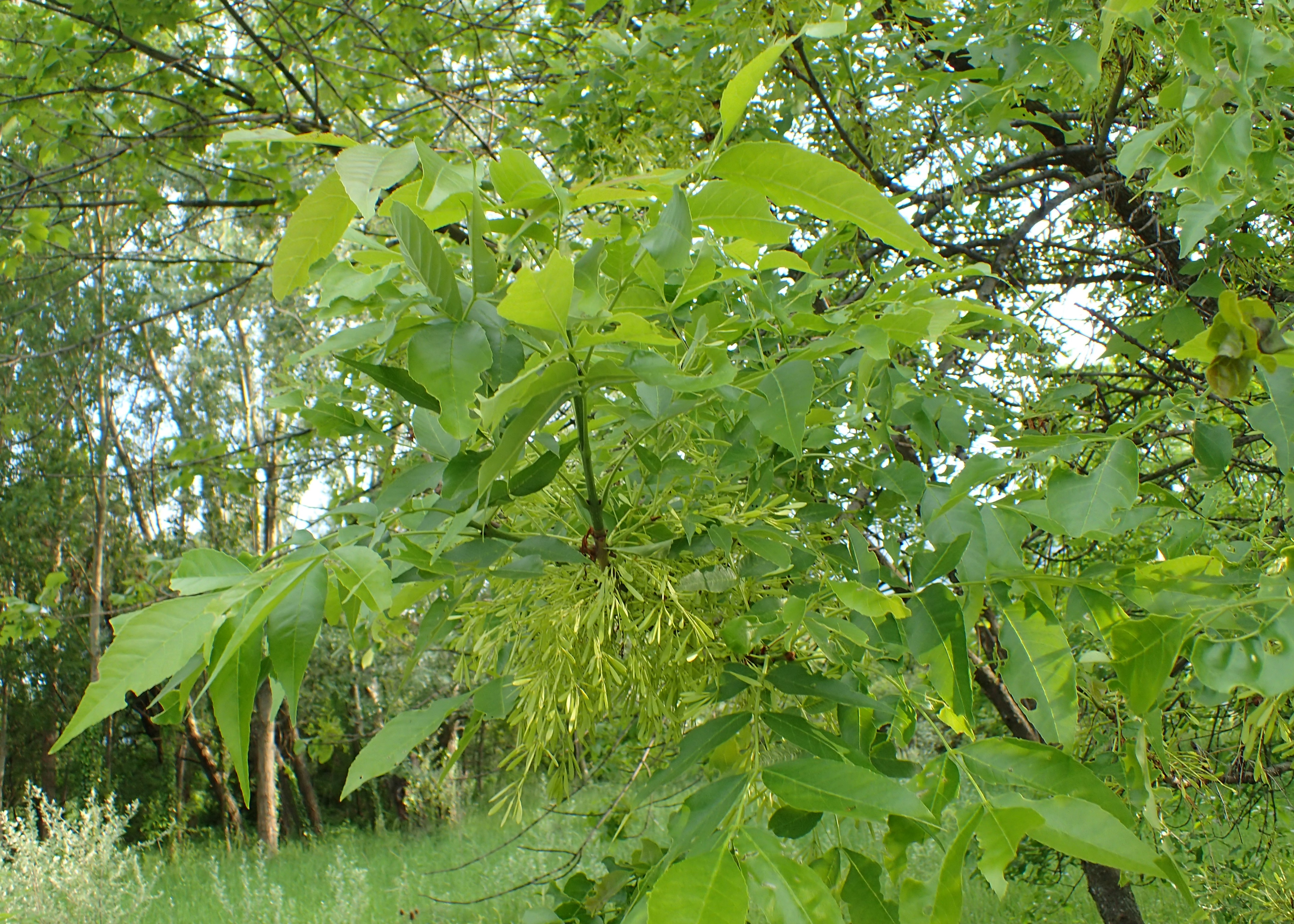
果実。前年枝上部に付くのが分かる。花も同じ位置に付く
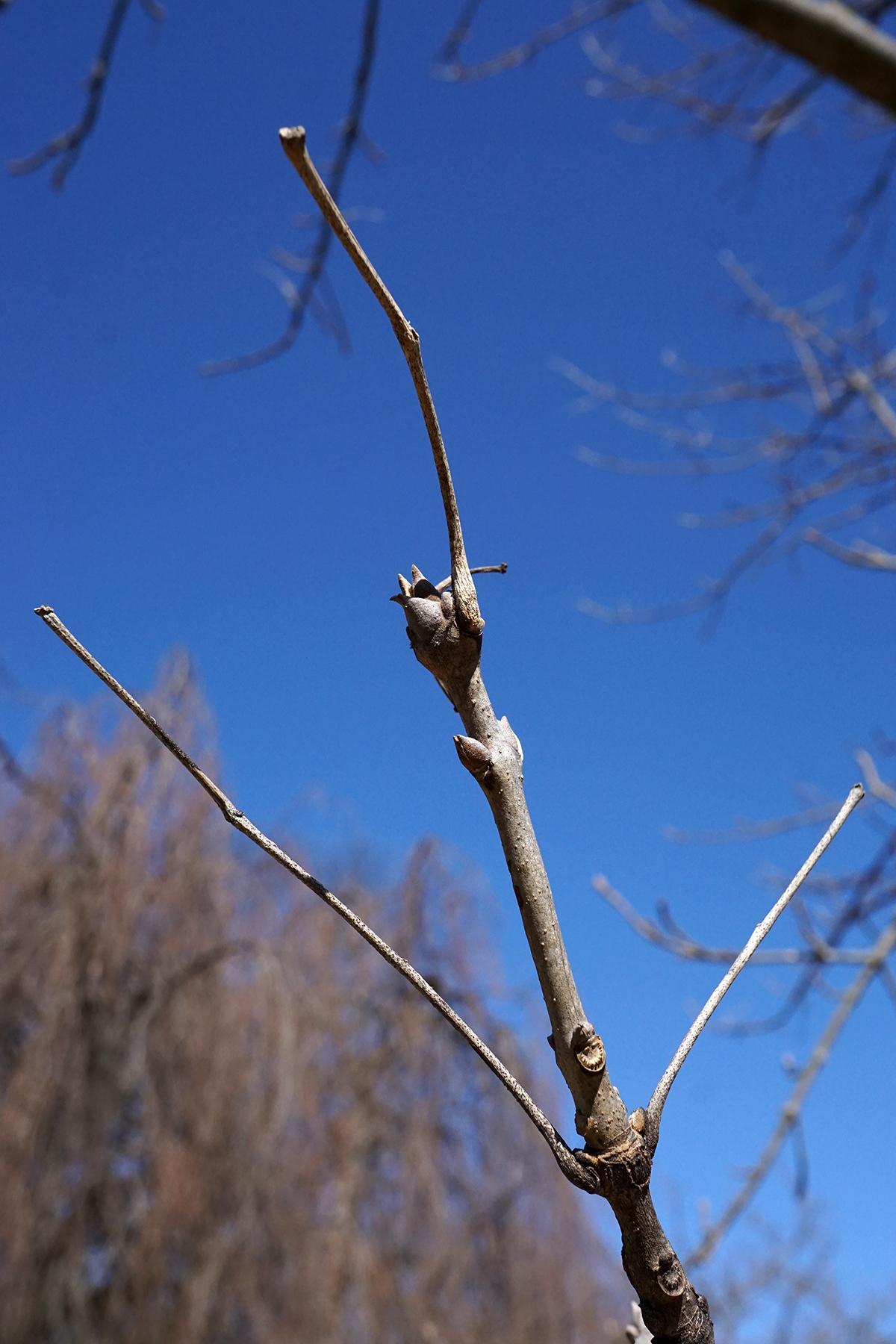
冬芽。側芽は対生する
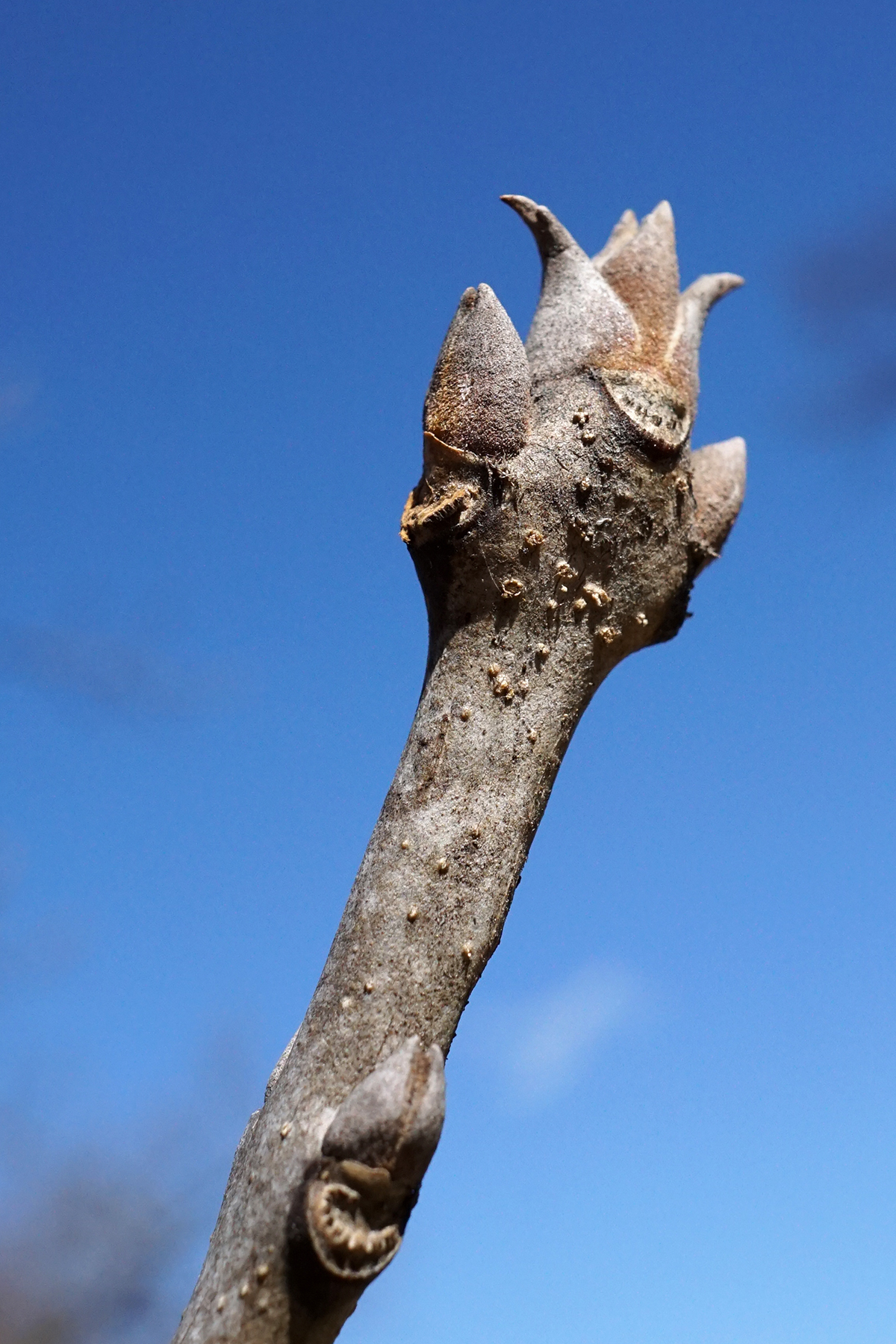
冬芽。頂芽拡大部

## 生態
ニレ類、トチノキ類、クルミ類、ハンノキ類、ヤナギ類などと並び、渓流沿いによく出現する代表的な樹種である。生態的にはこれらの住み分けなどが研究されることが多い。
ヤチダモとハルニレに比べるとヤチダモの方が湿潤環境に適応するという報告が多い。苗木の内からこの傾向が見られるという。地下水位が高すぎる過湿地、低すぎる乾燥地いずれも不適である。形態節の通り根の形態を幾らか変化はさせるが、垂下根を伸ばす性質が比較的強く厚い土壌を好むと見られる。ヤチダモの成長を左右する者として、特に北海道では土壌含水率と共に泥炭質のグライ層についても調べられることが多い。根がこの層を突き抜けて伸びることはなく、良好な成長を望む場合はこの層まで地上から最低でも60cm、可能ならば1mはあった方が良いとされる。ただし、グライ層が比較的浅い所にあっても成長が良い例が稀にあり、成長にどれほどの影響を与えるのかはっきりとはわかっていない。
渓畔林の群落にはしばしば指摘されることであるが、ヤチダモも群落の亜高木の成長が悪く欠くことがある。沢沿いだけでなく北海道では斜面上部や尾根筋に時に見られることがあり、一因として厳冬期に土壌が凍結するようなところでは、融雪期に土壌が過湿環境になるためではないかと推測されている。
春の芽吹きはかなり遅いほうであるが、これは寒冷な立地環境で気温が完全に高くなるまで芽を出すのを控え、晩霜の害を受ける危険を避けるための生存戦略のひとつである。年によって果実のなり具合は異なり、あまり実が着かない年もある。多雪地に出現するヤチダモであるが、雪害を受けることが報告されている。雪害対策としては翌年の成長量が低下しても枝打ちしたほうが良い。
形態節の通り雌雄異株の植物である。集団内での雌雄の比率に大きな偏りはなくほぼ1：1で現れ、樹高や胸高直径の差が雌雄で現れることもないという北海道での報告もあるが、特に原生林環境では雄株の方が有意に多く、また樹高なども大きいという報告もある。
開花状況、種子の豊凶は年によって異なる。開花状況では特に小さな固体や雌株雌花での差が激しく年によっては雄株雄花しか開花しない。
トネリコ属の種子は休眠性がある。程度は種によって異なり、日本産種だけでもヤチダモのような長期休眠型からシオジのように殆ど休眠しないものまでさまざまある。ヤチダモの休眠性には面白い性質が知られており、時期によって休眠の率が違う。初秋に採取した種子は休眠性の割合が低く概ね半分程度なのに対し、逆に晩秋以降に採取するとほとんどが長期休眠性を示し翌春にも発芽しない。発芽時の温度にも面白い性質が知られており、25℃程度の一定の温度を保つだけだと発芽率は悪いが、暖かさと寒さを繰り返すとよく発芽する。また、光発芽種子の性質もあるとされる。
前述の様な種子の特性のため、埋土種子集団と土壌シードバンクを形成する。種子は長期保存でき、2℃一定条件下では8年保存後でも発芽率50％程度になる。保存後の発芽率はモクセイ科の中でも差があり、ヤチダモはハシドイよりも高いがアオダモには劣る。
葉は幾つかの昆虫の餌になっていることが知られている。この一つにトドノネオオワタムシがあり、新芽に寄生して葉の展開不全を引き起こし、時に稚樹の枯死原因になる。これによりヤチダモ親株の下に子株が育ちにくくなり、森林の多様性を維持している仕組みジャンゼン・コンネル仮説的な面があるという。他にもヤチダモハバチ、ホシシャク（Naxa seriaria）、テントウノミハムシ（Agropistes biplagiatus）が知られる。テントウノミハムシはヤチダモの葉を食べるばかりでなく、胴枯病を媒介する。小枝にはイボタロウムシが付く。白い塊を作るのは雄の集団であり雌は地味な色をしている。
遺伝子的にはヤチダモの日本集団は中国産のものとは異なるという。日本集団は北海道および下北半島周辺グループ、東北以南太平洋側のグループ、同日本海側のグループの三つに分けることができる。北方の集団は遺伝的多様性が低下する例がしばしばみられるが、ヤチダモの場合はそれが見られず、最終氷期の際に大きなグループが道南地方にあった説が提唱されている。奥羽山脈南端にあたる猪苗代および日光の個体群は遺伝的にやや異質だとされる。。北日本における最終氷期の際の避難場所（レフュージア）が道南地方にあったという説はブナなどの他の樹種や化石からも支持されている。

## 分布
東アジア地域、中国西北部から東北部にかけての広い範囲と朝鮮半島やロシア極東および日本に分布する。日本では北海道および東北地方から岐阜県にかけて分布する。奥羽山脈、越後山脈沿いを中心に分布し、関東地方北部にも見られるが、関東山地や関東平野では分布を欠く。関東山地などは同属別種のシオジがよく見られ、本種とは分布を分けている。

## 人間との関係

### 木材
独特の臭気があるが、樹形は通直で枝下高もあり、断面も正円に近いなど優れた木材である。心材は黄褐色、辺材は黄白色で両者の境界は明瞭である。道管の配置は環孔材で気乾比重は0.55程度、年輪も明瞭に出る。環孔材の樹種共通で成長がいいほど良材で強度も高い。用途としては家具材や器具材としての評価が高い樹種である。
タモ類共通として運動具にも用いられ、特に野球のバットの材として有名である。ただし金属バットの普及やタモ類の枯渇により、木製バットとしては外国産カエデ属（Acer）、カバノキ属（Betula）などを用いることが増えているという。第二次世界大戦後、野球の流行と共にバット需要が急増し、北海道にまとまって成立していたヤチダモの二次林から大量供給されるようになったが、やがて乱伐により姿を消した。人工林として植えられることもあるが、大々的な植林は行われない。樹形や材質の育種的に改良する余地もあるという。
北海道におけるヤチダモ良材の主要産地としては、後志地方南端の黒松内周辺、道央の夕張周辺、道東の足寄周辺、日本海側の羽幌周辺が挙げられている。これは樹種によって幾らか異なるといい、ヤチダモの場合は黒松内周辺が他の樹種の産地としては見られない特徴的な場所となっている。
北海道では昔から鉄道防風林や防雪林、耕地防風林の樹種として広く使われてきている。ヤチダモが水に強い性質を買われて、北海道の泥炭地を鉄道が通るところに用いられた。
2019年、天皇徳仁の即位行事の一環として執り行われた令和の大嘗祭では、大嘗宮の神門（鳥居）に北海道産ヤチダモが用いられた。

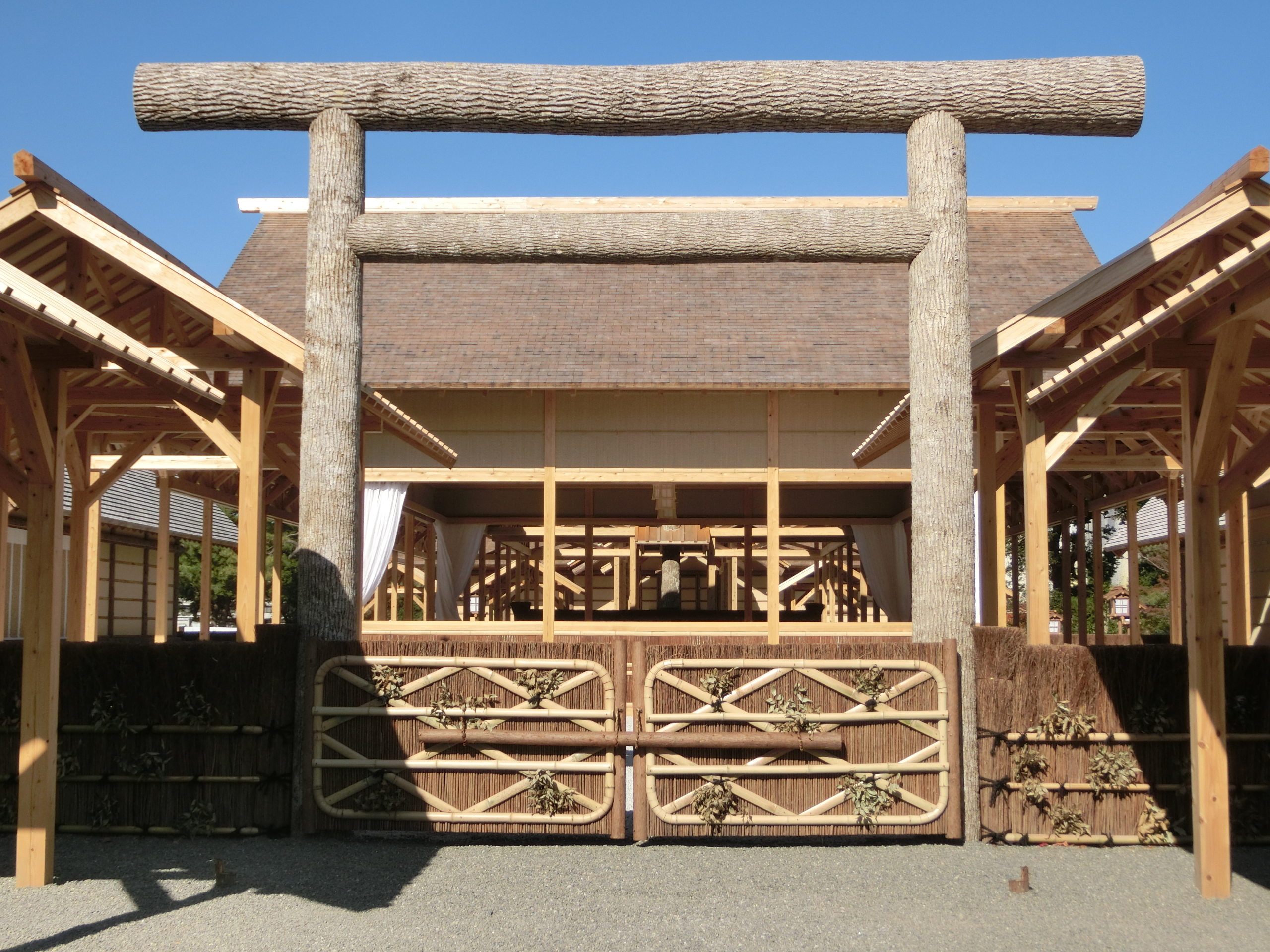
南神門
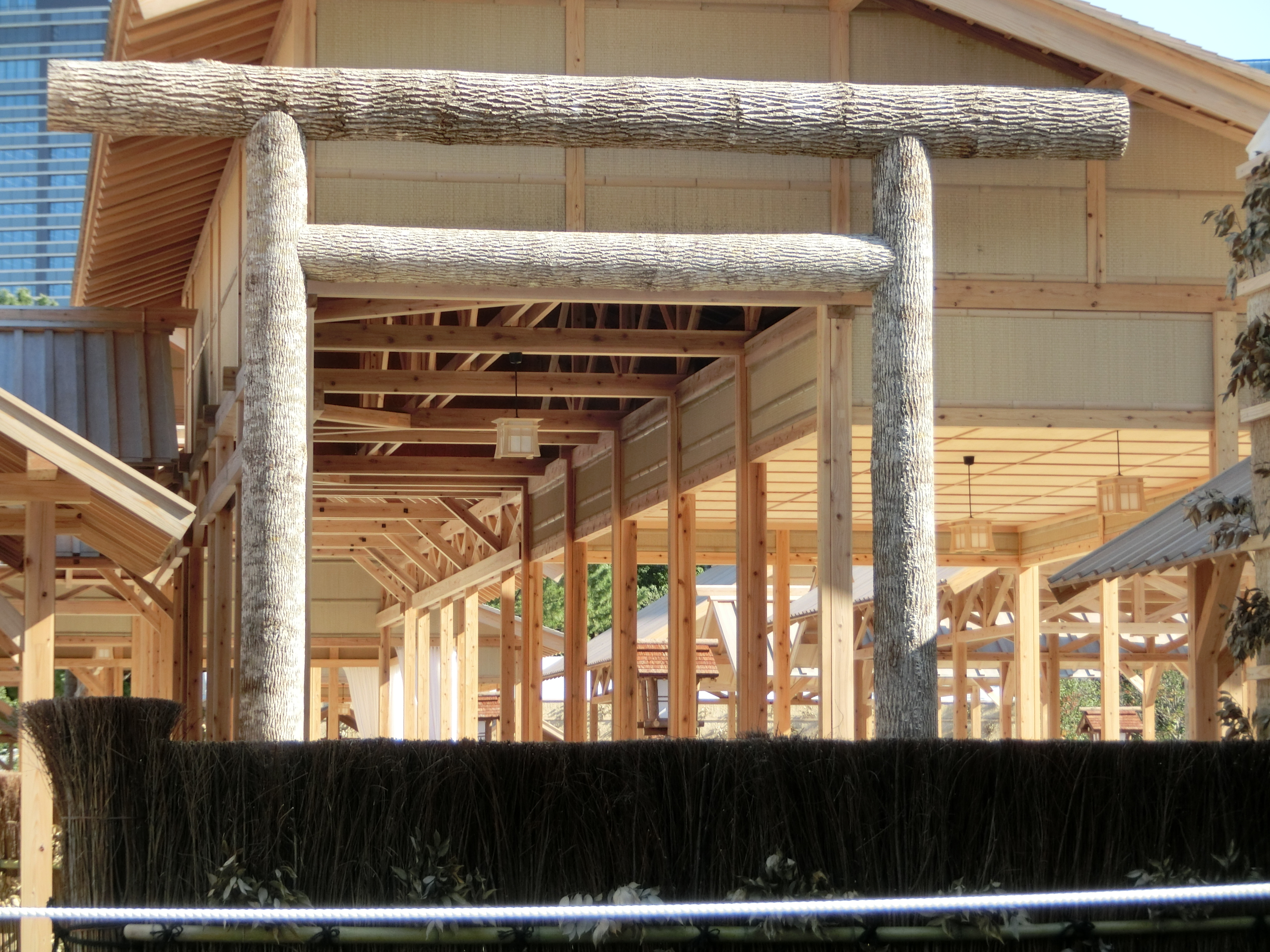
西神門
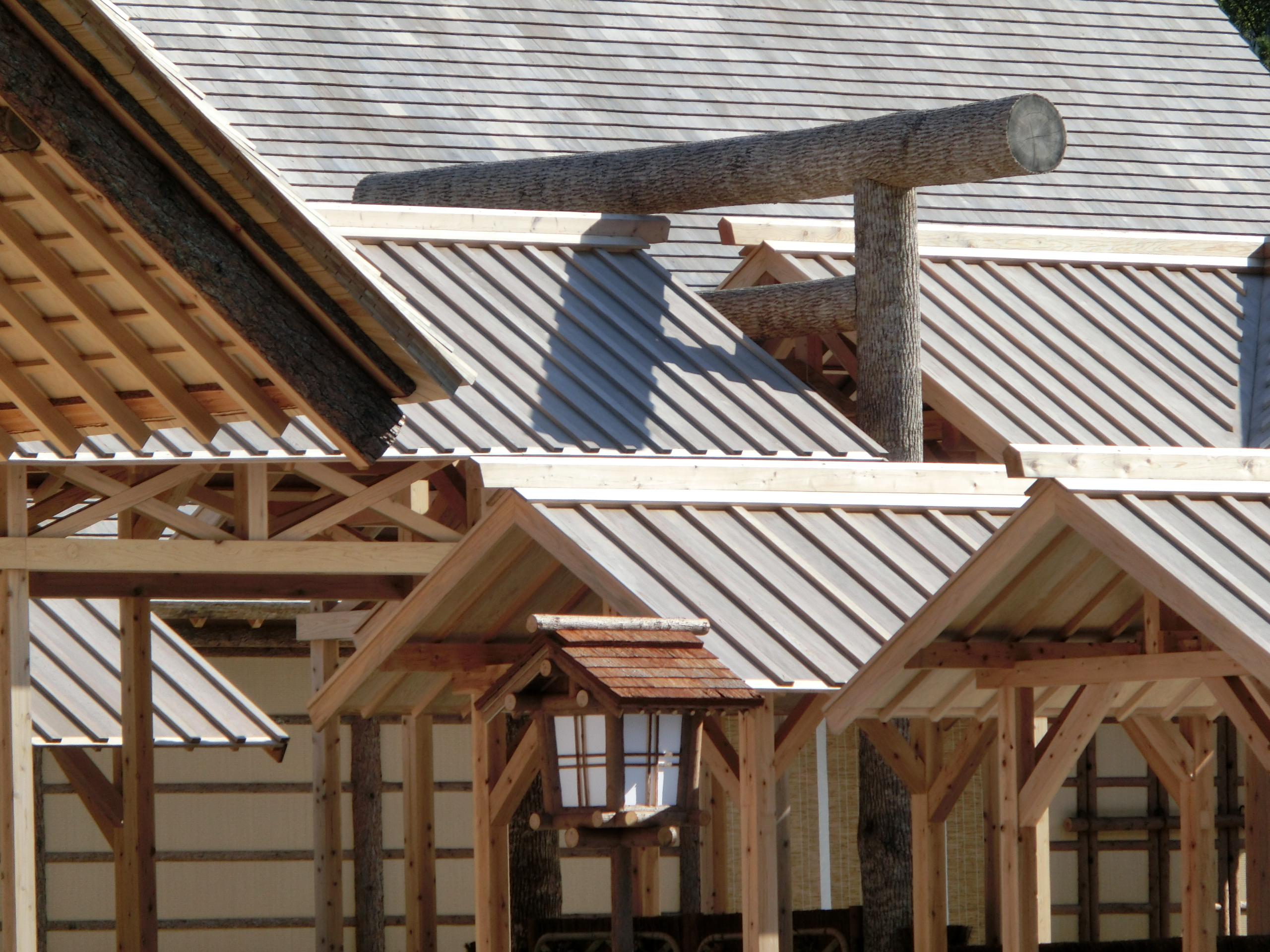
北神門

### 象徴

#### 著名な群落・個体
- 女満別湿生植物群落（北海道大空町） - 網走湖南岸にあり、上層木にヤチダモとハンノキ、下層にミズバショウなどを交える群落で、北海道の原生的な植生として国の天然記念物に指定されている（1972年6月指定）[48][49]
- 美岬のヤチダモ（北海道網走市） - 能取湖畔にある樹高37m、幹回り480cmの巨木で森の巨人たち百選指定木[50]
- 剣淵の開拓記念木（北海道剣淵町） - 明治の北海道開拓期に発見された樹高22m、直径130㎝に達する巨木。樹齢は約700年と推定されている。
- 一本タモ（青森県つがる市）- 推定樹齢1000年。つがる市指定の記念物（旧稲垣村指定1981年）[51]
- 落合のしゅずの木（秋田県湯沢市）
- 飯豊山のヤチダモ（山形県小国町）- 森の巨人たち百選指定木[50]。
- 奥裾花自然園の巨木群（長野県長野市） - ヤチダモは幹が3本の多幹個体で樹齢は約350年と推定されている。巨木群として他にトチノキ、ブナ、ミズナラ、シナノキ、コハウチワカエデが含まれ、何れも樹齢200年から350年程度とされている。長野市指定の天然記念物（2008年指定）[52]。

#### 自治体の木
以下の自治体で市町村の木として指定されている。
- 北海道剣淵町

## 名称
「タモ」の由来はよくわかっていない。曲げに強く「たわむ木」に由来する説、タブノキ（Machilus thunbergii クスノキ科）にどこか似ているからなど諸説ある。クスノキ科にはシロダモ（Neolitsea sericea）という名前の「タモ」が入る樹木もある。東北地方を中心に「田茂」「田母」「田面」などの字を当てて「タモ」と読ませる例が地名や人名で多数見られる。近い音のものに「タゴ」「ダンゴ」などがあり北陸地方などで見られる。東北地方では「ダンゴノキ」と言えばミズキ（Cornus controversa、ミズキ科）を指す地域が多く、これはミズキの枝に団子を突き刺し豊穣を祈るからと言われる。ヤチダモは「谷地」ないし「野地」に生える「タモ」ということで分布地に因む名前とみられる。「タモ」は前述の表記以外にも、単漢字では「櫤」ないし「梻」を当てることがある。
他のトネリコ属と幾らか混同が見られ、特に同属近縁種で羽状複葉を持つ落葉高木の標準和名シオジとはよく被るが、他のものとはほとんど被らない。シオジは東北地方以北には分布を欠くが、ヤチダモを「シュジ」「シュズ」「ショージキ」「スオジ」などの「シオジ」系の名前で呼ぶ方言名が東北地方から長野県にかけて広く見られる。「シオジ」も由来のよくわかっていない名前で、割裂性の良さを表した「柾の木」が転訛したなど諸説ある。北日本では前述のような漢字表記もあり「タモ」呼びも多い。変わった名前として「サワグリ」（群馬県北部）、「ニレ」（山形県村山）、「ムシダマ」（新潟県）などがある。「ニレ」「ムシダマ」などはハルニレの方言名でもよく出てくる。トネリコ近縁種にしばしばみられる「トヌルコ」「トスベリ」、常緑単葉のネズミモチやイボタノキに多い「イボタ」などの系統の方言名は知られておらず明確に区別されている。
アイヌ語名は知里（1953）では「ピンニ」（傷の木）といい、消毒薬や足裏のマメ潰しに使ったという用途的な由来でないかと推測している。宮部（1949）には「ピンニ」（男の木）で掲載され、これは通直な樹形に因むとされている。樹形が通直ならば他の木を指す場合もあり、部族によってはサワグルミを「ピンニ」と呼んでいたという。知里（1953）では「男の木」という意味にするならば、文法的に「ピンネニ」としなければいけないとし宮部の説を否定している。日本樹木名方言集（1916）には他にもアイヌ語名として「ニタトス」が収録されている。
中国語名は「水曲柳」、朝鮮語名は「들메나무」（野原の木）、ロシア語名は「Ясень маньчжурский」（満州のトネリコ）。